# Sphaerocaryum malaccense
Sphaerocaryum malaccense là một loài thực vật có hoa trong họ Hòa thảo. Loài này được (Trin.) Pilg. miêu tả khoa học đầu tiên năm 1938.